# Petre Andreanu
Petre Andreanu (ur. 1 marca 1917) – rumuński jeździec. Uczestnik Igrzysk Olimpijskich w 1952 w Helsinkach. Na igrzyskach olimpijskich nie ukończył konkursu WKKW.